# Belbèze-de-Lauragais
Belbèze-de-Lauragais este o comună în departamentul Haute-Garonne din sudul Franței. În 2009 avea o populație de 102 de locuitori.

## Evoluția populației
| An        | 1975 | 1982 | 1990 | 1999 | 2006 | 2009 |
| --------- | ---- | ---- | ---- | ---- | ---- | ---- |
| Populație | 40   | 59   | 60   | 101  | 91   | 102  |